# Le Val d'enfer
Le Val d'enfer is een Franse dramafilm van Maurice Tourneur die werd uitgebracht in 1943. 

## Verhaal
Noël Bienvenu werkt als ploegbaas in een steengroeve in de Haute-Provence. Bienvenu is een eenvoudige, wat onbehouwen man die na het overlijden van zijn echtgenote weer is komen inwonen bij zijn bejaarde ouders. Hij heeft een zoon, in zijn ogen een nietsnut, die net veroordeeld is wegens diefstal. 
Op een dag bezoekt Noël een oude vriend die op sterven ligt. Die vraagt hem om zich te ontfermen over zijn dochter Marthe. Marthe is ontvankelijk voor Noëls vriendelijkheid, is bereid een nieuw leven te beginnen en aanvaardt zijn uitnodiging om in zijn huis te leven. Noël wordt al gauw verliefd op Marthe. Ofschoon hij een pak ouder is dan Marthe trouwen ze. 
Marthe beseft na een tijdje dat ze zich heeft vergist door te trouwen met Noël. Ze verveelt zich en krijgt een relatie met een jongeman.
Ze begint zich hatelijk en schaamteloos te dragen en krijgt Noël zo ver dat hij zijn ouders naar het bejaardenhuis afvoert. Op die manier kan Marthe haar minnaar ongemerkt ontmoeten tijdens de werkuren van Noël, zonder die twee hinderlijke getuigen

## Rolverdeling
| Acteur           | Personage                            |
| ---------------- | ------------------------------------ |
| Ginette Leclerc  | Marthe                               |
| Gabriel Gabrio   | Noël Bienvenu                        |
| Gabrielle Fontan | mevrouw Bienvenu, de moeder van Noël |
| Édouard Delmont  | meneer Bienvenu, de vader van Noël   |
| André Reybaz     | Bastien Bienvenu                     |
| Lucien Gallas    | Barthélemy                           |
| Nicole Chollet   | Gustine                              |
| Colette Régis    | de religieuze                        |
| Raymond Cordy    | Poiroux                              |
| Charles Blavette | Cagnard                              |